# 弗拉基米尔·姆斯季斯拉维奇 (多罗戈布日)
弗拉基米尔·姆斯季斯拉维奇（羅馬化：Vladimir Mstislavich；1132年—1173年），古罗斯王公，多罗戈布日王公（1150年~1154年，1170年~1171年），弗拉基米尔-沃伦斯基公爵（1154年~1157年），基辅大公（1171年）。
弗拉基米尔·姆斯季斯拉维奇为基辅大公姆斯季斯拉夫一世·弗拉基米罗维奇之子。在弗谢沃洛德二世·奥利戈维奇大公去世后发生的封建混战中，弗拉基米尔·姆斯季斯拉维奇支持他的哥哥伊贾斯拉夫二世·姆斯季斯拉维奇获得基辅大公的公位。在伊贾斯拉夫二世于1154年去世后，围绕着大公地位发生了激烈的内讧，基辅的控制权在许多王公间频繁地易手。1162年，由于大公长手尤里的命令，弗拉基米尔·姆斯季斯拉维奇的封地从弗拉基米尔-沃伦斯基调到斯卢奇克。他在那里受到许多王公的围攻，不得不去投奔他的另一个兄弟罗斯季斯拉夫一世·姆斯季斯拉维奇（此时是基辅大公）。
在1170年代，弗拉基米尔·姆斯季斯拉维奇当过基辅大公，不过在位时间极短，以至于他的名字在几份罗斯王表中给漏掉了。而且，那时基辅的大公们实际上已经被弗拉基米尔大公安德烈·博戈柳布斯基“控制在手里”（编年史语）。
| 前任： 斯维亚托波尔克·姆斯季斯拉维奇 | 弗拉基米尔-沃伦斯基王公 1154~1157 | 繼任： 姆斯季斯拉夫·伊贾斯拉维奇 |
| 前任： 格列布·尤里耶维奇             | 基辅大公 1171                     | 繼任： 米哈伊尔·尤里耶维奇       |